# West Indies Cricket Team in Indien in der Saison 1958/59
Die Tour des West Indies Cricket Teams nach Indien in der Saison 1958/59 fand vom 28. November 1958 bis zum 11. Februar 1959 statt. Die internationale Cricket-Tour war Bestandteil der Internationalen Cricket-Saison 1958/59 und umfasste fünf Tests. Die West Indies gewannen die Serie 3–0.

## Vorgeschichte
Es war die erste Tour der beiden Mannschaften in dieser Saison.
Das letzte Aufeinandertreffen der beiden Mannschaften bei einer Tour fand in der Saison 1952/53 in den West Indies statt.

## Stadien
Die folgenden Stadien wurden für die Tour als Austragungsort vorgesehen.
| Stadion                   | Stadt    | Kapazität | Spiele  |
| ------------------------- | -------- | --------- | ------- |
| Brabourne Stadium         | Bombay   | 25.000    | 1. Test |
| Feroz Shah Kotla          | Delhi    | 48.000    | 5. Test |
| Eden Gardens              | Kalkutta | 82.000    | 3. Test |
| Green Park Stadium        | Kanpur   | 33.000    | 2. Test |
| M. A. Chidambaram Stadium | Madras   | 46.000    | 4. Test |

## Kaderlisten
Die Mannschaften benannten die folgenden Kader.
| Test | Test |
| Indien | West Indies |
| --- | --- |
| - Ghulam Ahmed (K) - Hamu Adhikari (VK) - Vinoo Mankad (VK) - Polly Umrigar (VK) - Chandu Borde - Nari Contractor - Ramakant Desai - Datta Gaekwad - Jayasinghrao Ghorpade - Ghulam Guard - Subhash Gupte - Manohar Hardikar - Nana Joshi (wk) - Ramnath Kenny - Vijay Manjrekar - Bapu Nadkarni - Dattu Phadkar - Gulabrai Ramchand - Vasant Ranjane - Pankaj Roy - AK Sengupta - AG Kripal Singh - Naren Tamhane (wk) - Surendra Nath | - Garry Alexander (K, wk) - Eric Atkinson - Basil Butcher - Lance Gibbs - Roy Gilchrist - Wes Hall - John Holt - Conrad Hunte - Rohan Kanhai - Sonny Ramadhin - Callie Smith - Garry Sobers - Joe Solomon - Jaswick Taylor |

## Tests

### Erster Test in Bombay
| 28. November – 3. Dezember Scorecard | Bombay (BS) | West Indies 227 (101.1) & 323-4 (112) | – | Indien 152 (68.2) & 289-5 (132) |
|                                      |             | Remis                                 |   |                                 |

Die West Indies gewannen den Münzwurf und entschieden sich als Schlagmannschaft zu beginnen.

### Zweiter Test in Kanpur
| 12. – 17. Dezember Scorecard | Kanpur | West Indies 222 (85.3) & 443-7d (127) | – | Indien 222 (101.4) & 240 (101.1) |
|                              |        | West Indies gewinnt mit 203 Runs      |   |                                  |

Die West Indies gewannen den Münzwurf und entschieden sich als Schlagmannschaft zu beginnen.

### Dritter Test in Kalkutta
| 31. Dezember – 4. Januar Scorecard | Kalkutta | West Indies 614-5d (162.1)                         | – | Indien 124 (62.5) & 154 (49) (f/o) |
|                                    |          | West Indies gewinnt mit einem Innings und 336 Runs |   |                                    |

Die West Indies gewannen den Münzwurf und entschieden sich als Schlagmannschaft zu beginnen.

### Vierter Test in Madras
| 21. – 26. Januar Scorecard | Madras | West Indies 500 (181) & 168-5d (76) | – | Indien 222 (78.1) & 151 (70) |
|                            |        | West Indies gewinnt mit 295 Runs    |   |                              |

Die West Indies gewannen den Münzwurf und entschieden sich als Schlagmannschaft zu beginnen.

### Fünfter Test in Delhi
| 6. – 11. Juni Scorecard | Delhi | Indien 415 (141.3) & 275 (111.2) | – | West Indies 644-8d (214) |
|                         |       | Remis                            |   |                          |

Indien gewann den Münzwurf und entschied sich als Schlagmannschaft zu beginnen.